# Peter III van Aragón
Peter de Grote, Catalaans: Pere, Spaans: Pedro (Valencia, 1239 – Vilafranca del Penedès, 2 november 1285) was koning van Aragón (als Peter III) en Valencia (als Peter I) en graaf van Barcelona (als Peter II) van 1276 tot zijn dood. Hij veroverde koninkrijk Sicilië en werd er (als Peter I) tot koning gekroond in 1282. Hij was een van de grootste middeleeuwse Aragonese vorsten.

## Jeugd en opvolging
Peter was de oudste zoon van Jacobus I van Aragón en diens tweede vrouw Jolanda van Hongarije. Op 13 juni 1262 trouwde hij met Constance van Sicilië, dochter en erfgename van Manfred van Sicilië. Gedurende zijn jeugd en als jonge volwassene deed hij veel militaire ervaring op in de Reconquista-oorlogen van zijn vader tegen de Moren.
Bij het overlijden van zijn vader werden de bezittingen van het huis van Aragón verdeeld.  Aragón, Valencia en de Catalaanse gebieden kwamen aan Peter toe als oudste zoon, terwijl de Balearen (koninkrijk Majorca) en de territoria in de Languedoc (Montpellier en Roussillon) aan de jongste zoon, Jacobus II van Majorca, toekwamen. Peter en Constance werden vervolgens in Zaragoza, hoofdstad van  Aragón gekroond. Na de kroning herriep Peter alle feodale verplichtingen die zijn grootvader Peter II van Aragón aan de paus had beloofd.

## Vroege opstanden
Peters eerste daad als koning was het afronden van de pacificatie van zijn Valenciaanse gebieden een actie waarvoor hij onderweg was geweest toen zijn vader stierf. Terwijl hij hier mee bezig was brak er echter een opstand uit in Catalonië. Dit onder de aanvoering van Rogier Bernard III van Foix met de steun van Arnoud Rogier I van Pallars Sobirà en Armengol X van Urgel. De oorzaak van deze opstand lag hem in de haat die deze edelen koesterden jegens Peter vanwege de harde aanpak die hij tegenover hen betoond had onder de regering van zijn vader. Daarom kantten ze zich tegen hem wanneer hij de Catalaanse cortes niet bijeenroept om de privileges ervan te bevestigen.
Tezelfdertijd echt barst er een opvolgingsstrijd los in het graafschap Urgel wanneer graaf Álvaro sterft in 1268. De families van zijn beide vrouwen respectievelijk Constance, dochter van Pedro Moncada van Béarn en Cecilia, dochter van Rogier Bernard II van Foix voeren een lange en bittere strijd over de opvolging. Tijdens deze strijd wordt een groot deel van het graafschap bezet door Jacobus I van Aragón en aldus geërfd door Peter. In 1278 slaagt Álvaro's oudste zoon Armengol X van Urgel er in het merendeel van zijn verloren gebieden te heroveren, wat leidt tot een akkoord met Peter waarin hij deze erkent als zijn soeverein.
In 1280 slaagt Peter er dan in om de rebellie geleid door Rogier Bernard III van Foix te onderdrukken na het beleg van Balaguer gedurende een maand. De meeste rebellenleiders werden tot 1281 in Lérida gevangen gehouden met uitzondering van Rogier Bernard die tot 1284 opgesloten blijft.

### Afrika
Wanneer in 1277 de emir van Tunesië Mohammed I al-Mustansir, die zichzelf onderworpen had aan Jacobus I van Aragón, komt te overlijden verwerpt Tunesië de Aragonese soevereiniteit. In 1280 stuurt Peter een eerste expeditie naar Tunis onder leiding van Conrad van LLansa om dit terug onder zijn heerschappij te brengen. In 1281 leidt hij zelf een vloot van 140 schepen met 15.000 manschappen voor een invasie in Tunesië in naam van de gouverneur van de stad Constantine in Algerije.
De vloot landde te Alcoyll in 1282 en begon ogenblikkelijk zich in te graven en fortificaties op te werpen. Het waren deze troepen die de Siciliaanse ambassadeur ontvingen na de vespers van 30 maart om aan Peter te vragen de troon te veroveren op Karel van Anjou.

### Italië

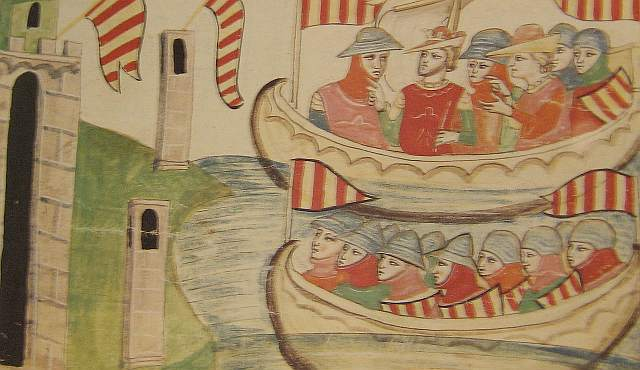
Landing van de Aragonese troepen

Peter was een directe afstammeling van Mafalda, de dochter van Robert Guiscard, hertog van Apulië, de Normandische veroveraar en diens officiële vrouw Sigelgaita, dochter van een Lombardische prins, Guaimar IV van Salerno. Aldus stond hij aan het einde van de Hauteville-erfopvolging in Sicilië. Nadat de hertogelijke familie van Apulië uitstierf met Willem II in 1227 werden de erfgenamen van Mafalda (de toenmalige graven van Barcelona) de jure de erfgenamen van Guiscard en Sigelgaita: zodoende was Peter een van de mogelijke opvolgers geworden voor de Normandische gebieden in Zuid-Italië. Meer direct was hij de erfgenaam van Manfred via de rechten van zijn vrouw. Aldus werden de Twee Siciliën een fel bevochten erfstuk van het Aragonese koninklijke huis over de volgende vijf eeuwen.
De Italiaanse arts Johan van Procida handelde in naam van Peter in Sicilië. Hij was gevlucht naar Aragón na de successen van Karel bij Tagliacozzo. Johan reisde naar Sicilië om de gevoelens van onvrede op te stoken in het voordeel van Peter en daarna reisde hij door naar Constantinopel om de steun te bekomen van Michael VIII Palaeologus. Deze weigerde Peter te steunen zonder pauselijke goedkeuring. Dus reisde Johan naar Rome naar paus Nicolaas III die de invloed van Karel in de Mezzogiorno vreesde en dus zijn steun toezegde. Hierna reisde Johan verder door naar Barcelona. Daar aangekomen vernam hij dat de paus gestorven was en opgevolgd door een Fransman Simon de Brie die de naam Martinus IV aannam. Fransman zijnde en bovendien oud-kanselier van wijlen Lodewijk IX van Frankrijk, broer van Karel, koos hij natuurlijk diens kant. Hierdoor werd een conflict onvermijdelijk.
Na de afgezant van Palermo ontvangen te hebben te Alcoyll, landde Peter te Trapani op 30 augustus 1282. Hij werd te Palermo tot koning uitgeroepen op 4 september. Deze gebeurtenissen dwongen Karel ertoe om over de Straat van Messina te vluchten en tevreden te zijn met het koninkrijk Napels. Hierop excommuniceerde Martinus IV zowel Peter III als de Byzantijnse keizer Michaël VIII (18 november)
Peter zette desalniettemin zijn veldtocht voort en tegen februari 1283 had hij het grootste gedeelte van de Calabrische kustlijn veroverd. Karel, misschien uit wanhoop, zond brieven naar Peter waarin hij eiste dat het conflict door een persoonlijk gevecht geregeld zou worden. Deze ging akkoord en Karel keerde terug naar Frankrijk om het duel te regelen. Iedere koning koos zes ridders die zouden onderhandelen over een plaats en tijdstip. Het duel werd geregeld voor 1 juni te Bordeaux. Honderd ridders zouden elke kant vergezellen en Eduard I van Engeland zou als scheidsrechter optreden. De Engelse koning, op zijn hoede voor de paus, weigerde elke medewerking. Peter liet Johan van Procida in bevel over Sicilië achter en keerde in vermomming naar zijn eigen koninkrijk terug via Bordeaux. Op zijn hoede voor een vermoede Franse valstrik kwam hij toe in een Spanje dat zeer getroebleerd was.
Gedurende het verblijf van Peter in Frankrijk en Spanje was diens vloot, onder bevel van zijn admiraal Rogier van Lauria, de baas op de Middellandse Zee. Hij onderschepte Karels vloot meerdere malen op volle zee en bracht die zeer aanzienlijke schade toe en veroverde Malta voor Aragon.

## Binnenlandse onrust
Peter was bezig met binnenlandse problemen op het moment dat de Fransen een invasie aan het voorbereiden waren. Hij veroverde Albarracín op de opstandige edele Juan Núñez de Lara en vernieuwde de alliantie met Sancho IV van Castilië. Daarna lanceerde hij een aanval op Tudela om zo een aanval van Filips I van Navarra, zoon van de Franse koning te voorkomen en dat front te beveiligen.
Hij riep de Cortes bijeen te Tarragona en Zaragoza in 1283 waar hij zich verplicht zag de Privilegio General toe te staan aan de nieuwgevormde Unie van Aragón. Later datzelfde jaar schaart zijn broer Jacobus II van Majorca zich aan de Franse kant en bezorgt hun zo een vrije doorgang naar Aragón en Catalonië. In oktober begint Peter dan met het voorbereiden van de verdediging van Catalonië
In 1284 gaf paus Martinus IV het koninkrijk Aragón aan Karel, graaf van Valois, zoon van Filips III, en achterneef van Karel van Anjou, koning van Sicilië. Hij gaf zijn toestemming voor een oorlog – kruistocht – om Aragón te veroveren in naam van Karel van Valois.

## Aragonese Kruistocht
Hierop volgde er een oorlog van Filips III en zijn zoon Karel van Valois met de steun van Jacobus II tegen Peter. Aanvankelijk hadden ze succes, maar eind 1285 veranderde dit. De Fransen ondervonden tegenslag, want Peter III's admiraal Rogier van Lauria versloeg en vernielde de Franse vloot in de slag van Les Formigues. Tegelijkertijd werd het Franse kamp getroffen door een dysenterie-epidemie, die ook Filips trof. De Franse troonopvolger Filips begon hierop onderhandelingen met Peter voor vrije doorgang voor de koninklijke familie door de Pyreneeën. De Franse troepen kregen dit niet en werden gedecimeerd in de slag bij Col de Panissars. Filips III stierf op 5 oktober in Perpignan, de hoofdstad van Jacobus II, en werd begraven te Narbonne. Peter zelf stierf kort erna.

## Troubadourwerken
Peter was de gelijke van zijn vader in de patronage van kunst en literatuur. In tegenstelling tot zijn vader schreef hij vooral poëzie en geen proza. Hij was een grote mecenas van de troubadours en schreef zelf twee sirventesos.
Het eerste is in de vorm van uitwisselingen tussen Peter en een zekere Peironet, een jongleur. Het tweede vormt een deel van een compilatie van vijf composities van Bernat d'Auriac, Peter de Grote, Pere Salvatge (misschien dezelfde als Peironet), Roger-Bernard III van Foix en een anonieme bijdrager.
Alles bij elkaar droeg de oorlog met Filips van Frankrijk en Jacobus van Majorca bij tot veel nieuw materiaal voor nieuwe sirventesos en gedurende deze periode werden de sirventes gebruikt als een handig middel voor politieke propaganda waarin elke kant, direct of allegorisch, zijn zaak voordroeg om sympathie te wekken.

## Nakomelingen
Peter III en Constance kregen zes kinderen:
- Alfons III (1265-1291), koning van Aragón
- Jacobus II (1267-1327), koning van Aragón, Sicilië en Sardinië
- Elisabeth (1271-1336), huwde in 1288 met koning Dionysius van Portugal
- Frederik II (1272-1337), koning van Sicilië
- Jolanda (1273-1302), huwde in 1297 met koning Robert van Napels
- Peter (1275-1296), huwde met Guillemette, dochter van burggraaf Gaston VII van Béarn

## Dood en nalatenschap
Peter stierf te Vilafranca del Penedès op 2 november 1285, hetzelfde jaar als zijn twee koninklijke tegenstanders Karel en Filips. Hij werd begraven in het klooster van Santes Creus. Hij verkreeg absolutie op zijn sterfbed door te verklaren dat zijn veroveringen uitsluitend in de naam van familiale aanspraken geweest waren en nooit tegen de aanspraken van de Kerk gericht.
Peter liet Aragón na aan zijn oudste zoon Alfons III en Sicilië aan zijn tweede zoon Jacobus II. Peters derde zoon Frederik II van Sicilië zou na de dood van zijn broer Alfons regent worden van Sicilië en uiteindelijk koning van Sicilië. Peter liet niets na aan zijn jongste zoon en naamgenoot (1275 – 25 augustus 1296); deze trouwde Guillemette, dochter van Gaston VII van Béarn. Peter liet ook twee dochters na: Elisabeth, die huwde met Dionysius van Portugal, en Jolanda (1273 – augustus 1302).

## Voorouders
| Voorouders van Peter III van Aragón | Voorouders van Peter III van Aragón                                         | Voorouders van Peter III van Aragón                                         | Voorouders van Peter III van Aragón                                  | Voorouders van Peter III van Aragón                                  | Voorouders van Peter III van Aragón                                        | Voorouders van Peter III van Aragón                                        | Voorouders van Peter III van Aragón                                        | Voorouders van Peter III van Aragón                                        |
| ----------------------------------- | --------------------------------------------------------------------------- | --------------------------------------------------------------------------- | -------------------------------------------------------------------- | -------------------------------------------------------------------- | -------------------------------------------------------------------------- | -------------------------------------------------------------------------- | -------------------------------------------------------------------------- | -------------------------------------------------------------------------- |
| Overgrootouders                     | Alfons II van Aragón (1157–1196) ∞ Sancha van Castilië (Aragón) (1154–1208) | Alfons II van Aragón (1157–1196) ∞ Sancha van Castilië (Aragón) (1154–1208) | Willem VIII van Montpellier (1157–1202) ∞ Eudokia Komen (1165–1202)  | Willem VIII van Montpellier (1157–1202) ∞ Eudokia Komen (1165–1202)  | Béla III van Hongarije (1148–1196) ∞ Agnes van Châtillon (1154–1184)       | Béla III van Hongarije (1148–1196) ∞ Agnes van Châtillon (1154–1184)       | Peter II van Courtenay (1165–1219) ∞ Yolande van Henegouwen (1175–1219)    | Peter II van Courtenay (1165–1219) ∞ Yolande van Henegouwen (1175–1219)    |
| Grootouders                         | Peter II van Aragón (1174–1213) ∞ Maria van Montpellier (1182–1213)         | Peter II van Aragón (1174–1213) ∞ Maria van Montpellier (1182–1213)         | Peter II van Aragón (1174–1213) ∞ Maria van Montpellier (1182–1213)  | Peter II van Aragón (1174–1213) ∞ Maria van Montpellier (1182–1213)  | Andreas II van Hongarije (1175–1235) ∞ Yolande van Courtenay ( (1200–1233) | Andreas II van Hongarije (1175–1235) ∞ Yolande van Courtenay ( (1200–1233) | Andreas II van Hongarije (1175–1235) ∞ Yolande van Courtenay ( (1200–1233) | Andreas II van Hongarije (1175–1235) ∞ Yolande van Courtenay ( (1200–1233) |
| Ouders                              | Jacobus I van Aragón (1208–1276) ∞ Jolanda van Hongarije (1219–1251)        | Jacobus I van Aragón (1208–1276) ∞ Jolanda van Hongarije (1219–1251)        | Jacobus I van Aragón (1208–1276) ∞ Jolanda van Hongarije (1219–1251) | Jacobus I van Aragón (1208–1276) ∞ Jolanda van Hongarije (1219–1251) | Jacobus I van Aragón (1208–1276) ∞ Jolanda van Hongarije (1219–1251)       | Jacobus I van Aragón (1208–1276) ∞ Jolanda van Hongarije (1219–1251)       | Jacobus I van Aragón (1208–1276) ∞ Jolanda van Hongarije (1219–1251)       | Jacobus I van Aragón (1208–1276) ∞ Jolanda van Hongarije (1219–1251)       |
| Peter III van Aragón (1239–1285)    |                                                                             |                                                                             |                                                                      |                                                                      |                                                                            |                                                                            |                                                                            |                                                                            |